# 曼基夫卡 (斯瓦托韋市鎮)
曼基夫卡（羅馬化：Mankivka）是位於烏克蘭東部盧甘斯克州斯瓦托韋區斯瓦托韋市鎮的村莊。該村始建於1667年，面積4.99平方公里，2001年人口379，人口密度每平方公里113.9人。

### 網站
- Сторінка села Маньківка в інтернеті. （页面存档备份，存于）
- Погода в селі Маньківка. （页面存档备份，存于）
- Маньківка （页面存档备份，存于） на Вікімапії

49°33′28″N 38°28′1″E / 49.55778°N 38.46694°E